# Nokia N77
Le Nokia N77 est un téléphone mobile de Nokia. Il fut dévoilé lors du 3GSM de Barcelone de 2007. Il est équipé d'un tuner DVB-H pour pouvoir regarder la télévision, de la radio FM, d'un APN de 2 Mp, ainsi que de Symbian Serie 60 3rd. Il a une puce 3G et donc peut faire de la visiophonie via son second appareil photo.

## Caractéristiques
- Système d'exploitation : Symbian OS Serie 60 3rd Edition
- GSM/EDGE/3G
- 111 × 50 × 18,8 mm pour 114 grammes
- Écran  de 2,4 pouces de définition 240x320 pixels et 16 millions de couleurs
- Batterie de 1 100 mAh
- Mémoire : extensible par carte mémoire Micro SD
- Appareil photo numérique de 2 MégaPixels
- Appareil photo numérique secondaire pour la visiophonie
- Bluetooth Stéréo
- Vibreur
- Tuner TV DVB-H
- Radio FM
- DAS : 1,28 W/kg.